# Saison 2 de Mafiosa
Chronologie
Saison 1 de Mafiosa Saison 3 de Mafiosa
Cet article présente le guide des épisodes de la deuxième saison de la série télévisée française Mafiosa.

## Distribution

### Acteurs principaux
- Hélène Fillières : Sandra Paoli
- Thierry Neuvic : Jean-Michel Paoli

### Acteurs récurrents
- Éric Fraticelli : Antoine Campana, dit « Tony »
- Frédéric Graziani : Joseph Emmanuel Frédéric Mordiconi, dit « Manu »
- Jean-Pierre Kalfon : Toussaint Scaglia
- Fabrizio Rongione : Rémi Andréani
- Pierre-Marie Mosconi : Mattei
- Caroline Baehr : Marie-Luce Paoli
- Phareelle Onoyan : Carmen Paoli
- Jean-François Stévenin : Constantin « Coco » Casanova
- JoeyStarr : Moktar
- Antoine Basler : Commissaire Rocca
- Guy Cimino : Hyacinthe Léandri Paoli
- Jonathan Cohen : Patrick Benmussa
- Marc Bodnar : Commissaire Keller
- Cyril Brunet : Mario

## Fiche technique
- Scénariste : Pierre Leccia et Éric Rochant
- Réalisateur : Éric Rochant

## Liste des épisodes

### Épisode 1
- Diffusion(s) : 
  -  France : 17 novembre 2008 sur Canal+
- Résumé :
  - L'arrestation de Jean-Michel, de Mattei, et de plusieurs hommes de mains a fragilisé le Clan. Venus d'horizons différents, de petits malfrats sans envergures pensent pouvoir secouer l'ordre établi en s'en prenant aux intérêts des Paoli. Sandra doit faire face et recruter pour parer à toute éventualité. Mais le danger ne vient pas seulement de l'extérieur. Entendu par la Juge Morel, Jean-Michel découvre que sa sœur était informée de son arrestation et qu'elle n'a rien fait pour l'empêcher. La magistrate propose à Jean-Michel de bénéficier des mesures d'assouplissement de peines accordées aux repentis s'il consent à mettre officiellement sa sœur en cause dans les affaires de la famille.

### Épisode 2
- Diffusion(s) : 
  -  France : 17 novembre 2008 sur Canal+
- Résumé :
  - Destituée de son rôle de chef, Sandra veut reprendre le contrôle de la famille Paoli et se venger de ceux qui l'ont trahie. Seule et isolée, elle peut toutefois compter sur le soutien infaillible d'Andréani qui, pour elle, est prêt à courir tous les dangers. Lorsqu'il apprend par Agop Juherian, surnommé « le Marseillais », que Jean-Michel Paoli offre deux millions d'euros à l'équipe qui le fera s'évader de prison, Léandri prend peur.

### Épisode 3
- Diffusion(s) : 
  -  France : 24 novembre 2008 sur Canal+
- Résumé :
  - Alertée par Agop Juherian du plan d'évasion de son frère, Sandra fait capoter l'opération de Léandri. Plusieurs membres du commando sont arrêtés, mais Hyacinthe parvient à prendre la fuite. Désespérée, persuadée qu'elle ne parviendra plus jamais à faire sortir son frère de prison, Sandra décide de se rendre. Elle propose au Président Larcher d'assumer toutes ses responsabilités en échange de la remise en liberté de son frère.

### Épisode 4
- Diffusion(s) : 
  -  France : 24 novembre 2008 sur Canal+
- Résumé :
  - Informé de la promesse faite à Larcher, Jean-Michel s'oppose ouvertement à l'assassinat du nationaliste corse, Paul Bonafedi. A quelques jours de l'ouverture de la table ronde qui doit réunir les mouvances nationalistes corses, Sandra donne ordre à Andréani, avec lequel elle entretient désormais une relation amoureuse complexe, d'abattre Larcher. À Marseille, Sandra retrouve Coco Casanova qui a maintenant toute confiance en elle puisqu'elle a relevé le défi haut la main. Coco propose aux Paoli de récupérer le territoire de son ami et associé Serge Ben Mussa, détenu aux Baumettes depuis plusieurs mois.

### Épisode 5
- Diffusion(s) : 
  -  France : 1er décembre 2008 sur Canal+
- Résumé :
  - Lors de la consulte provoquée par Sandra, les hommes du clan sont contraints de choisir entre Jean-Michel et sa sœur. Si les fidèles de l'un et de l'autre choisissent logiquement leurs camps, en revanche, Toussaint quitte Sandra pour Jean-Michel. Sandra ne tient pas à se laisser faire pour autant. Débute alors la guerre des clans, frère contre sœur. Jean-Michel fait main basse sur les machines à sous que sa sœur s'apprêtait à installer dans les quartiers Nord de Marseille, machines dont la gestion leur incombait à tous deux.

### Épisode 6
- Diffusion(s) : 
  -  France : 1er décembre 2008 sur Canal+
- Résumé :
  - La première livraison de drogue est un succès. Sandra ne laisse pas pour autant Jean-Michel profiter de sa « prise de pouvoir » sur les machines à sous. Et pour bien lui prouver qu'elle n'acceptera jamais d'avoir dû « scinder » la famille, elle fait détruire les machines fraîchement installées. Les paiements dont Jean-Michel doit s'acquitter prenant du retard, Coco se montre impitoyable. Jean-Michel a voulu s'occuper des machines à sous, maintenant il doit faire « rentrer » l'argent et donner sa part à Coco.

### Épisode 7
- Diffusion(s) : 
  -  France : 8 décembre 2008 sur Canal+
- Résumé :
  - Sandra met un terme à sa collaboration avec Patrick Ben Mussa après que celui-ci a échafaudé un deal dangereux avec deux Croates. Andréani est obligé de supprimer les deux hommes. Furieux d'être ainsi renvoyé d'un business dont il est l'initiateur, Patrick Ben Mussa rend visite à son père à la prison des Baumettes et lui raconte tout. La découverte du corps de Marie-Luce dans les toilettes de l'aéroport met à mal le dossier que Keller était en train de monter contre les Paoli. Persuadée qu'il a commis une faute grave en ne protégeant pas son témoin, la juge Morel dessaisit le Commissaire de l'enquête. Keller décide de se venger.

### Épisode 8
- Diffusion(s) : 
  -  France : 8 décembre 2008 sur Canal+
- Résumé :
  - Coco n'apprécie pas du tout de voir le frère et la sœur se livrer à une guerre fratricide en plein Marseille. La guerre, c'est mauvais pour les affaires. Il redoute que certains de ses associés lui reprochent de ne plus contrôler la situation. Coco exhorte alors Sandra d'accepter un compromis avec son frère. Mais la jeune femme ne veut rien entendre ce qui est ressenti par celui-ci comme un affront. Et lorsqu'il apprend par Patrick Ben Mussa que Sandra le « double » depuis plusieurs mois en se livrant à un trafic d'héroïne sur son territoire sans lui reverser le moindre subside, Coco décide de frapper fort.